# 1-й Богунський провулок (Житомир)
1-й Богунський провулок ― провулок у Богунському районі Житомира.
Назва пояснюється тим, що вулиця Богунська, від якої отримав назву провулок знаходиться неподалік місцевості Богунія.

## Розташування
Провулок знаходиться в районі Видумки. Місцевість також відома за неофіційною назвою Чулочка. Бере початок від вулиці Вільський Шлях та прямує на захід до свого закінчення на перетині з Богунською вулицею.
Перетинається з Козацькою вулицею та 1-им Фабричним провулком.
Довжина провулку — 260 метрів.

## Історія
Станом на 1915 рік на північ від провулка проходила межа між селом Соколова Гора Житомирського повіту та підпорядкованою місту територією. На південь від провулка розкинулися землі хутора Кокоричанка. 
Станом на 1942 рік провулок показаний з назвою Старовільський провулок, що походить від старої назви вулиці Вільський Шлях (Старо-Вільська поштова вулиця).
Станом на 1968 рік забудова провулка переважно сформована. 
Рішенням сесії Житомирської міської ради від 28 березня 2008 року № 583 «Про затвердження назв топонімічних об'єктів у місті Житомирі», для топоніма було затверджено назву 1-й Богунський провулок.